# Palácio de São Bento
O Palácio de São Bento é um palácio de estilo neoclássico situado em Lisboa, sendo a sede do parlamento de Portugal desde 1834. O edifício foi inicialmente o Mosteiro de São Bento da Saúde, construído em 1598 para a beneditino, sob a traça de Baltazar Álvares, apresentando feição maneirista e barroca. No século XVII, foram construídas as criptas dos marqueses de Castelo Rodrigo. Após o terramoto de 1755, nele foi instalado provisoriamente o Arquivo da Torre do Tombo. Com a extinção das ordens religiosas em Portugal passou a ser propriedade do Estado. 
Em 1834, após a Guerra civil portuguesa e a implantação do regime liberal, tornou-se sede das Cortes Gerais da Nação. Acompanhando as mudanças da denominação oficial do parlamento português, o palácio foi tendo também várias denominações oficiais: Palácio das Cortes (1834-1911), Palácio do Congresso (1911-1933) e Palácio da Assembleia Nacional (1933-1974). Em meados do século XX passou a utilizar-se, geralmente, a designação de "Palácio de S. Bento" em memória do antigo convento. Essa denominação manteve-se, depois de 1976, quando passou a ser a sede da Assembleia da República.
Ao longo dos séculos XIX e XX, o palácio foi sofrendo uma série de grandes obras de remodelação, interiores e exteriores, que o tornaram quase completamente distinto do antigo mosteiro. De destacar, no fim do século XIX, a remodelação por Ventura Terra e em 1936 a monumental escadaria, acrescentada por António Lino da Silva e concluída por Cristino da Silva. O palácio apresenta um corpo central com arcadas ao nível térreo e sobre estas galeria com colunata, encimada por frontão triangular decorado com estuques. O interior é igualmente grandioso, repleto de alas, sendo de realçar a Sala das Sessões da Câmara dos Deputados, a Sala dos Passos Perdidos, o Salão Nobre, entre outras bem como de obras de arte de diferentes épocas da história de Portugal. O palácio integra ainda um museu histórico, tendo sido classificado como monumento nacional em 2002.
Em 1999, foi inaugurado o edifício novo que serve de apoio à Assembleia da República. Localizado na praça de S. Bento, o novo edifício, um projeto de 1996 do arquiteto Fernando Távora, embora ligado ao palácio por acesso interior direto foi propositadamente construído de forma a ser uma estrutura autónoma a fim de não comprometer nem descaraterizar o traçado palaciano.

## Arquivo

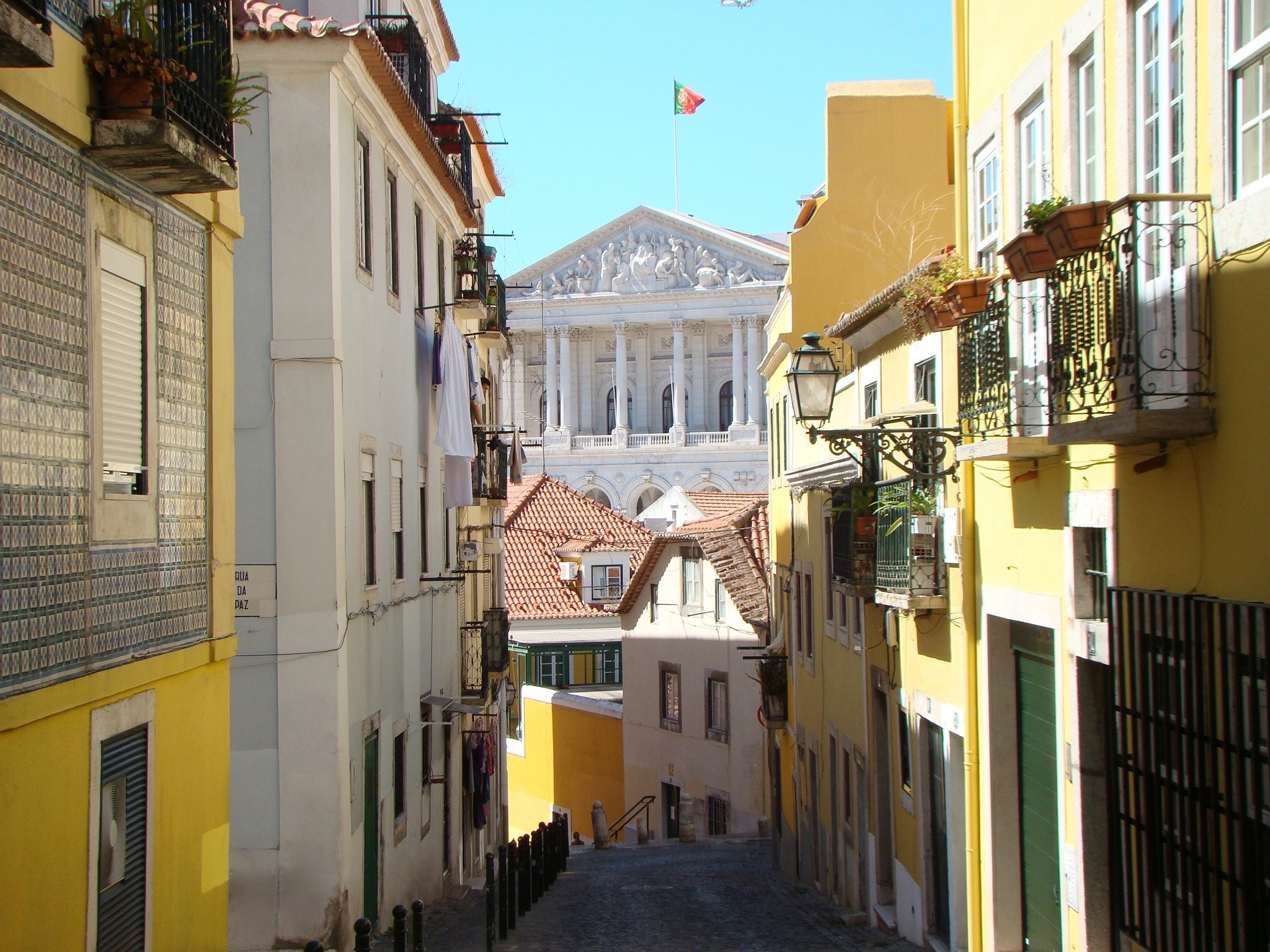
O Palácio de São Bento, visto de uma rua próxima.

O palácio tem um importante arquivo histórico, fotográfico e audiovisual:
O Arquivo Histórico dispõe de toda a documentação relativa à atividade parlamentar desde 1821 até à atualidade. O Arquivo Fotográfico abrangem temas relativos à atividade parlamentar mas também imagens dos espaços do Palácio de S. Bento ou do pós-25 de Abril. O Arquivo Audiovisual contêm os registos áudio e audiovisuais das sessões plenárias, das reuniões de Comissões e de alguns eventos.

## Biblioteca
A Biblioteca Passos Manuel, como passou a chamar-se em outubro de 2017, é uma biblioteca especializada, tendo como objetivo principal dar apoio bibliográfico aos trabalhos do parlamento, através da aquisição, gestão e difusão de informação científica e técnica nacional e internacional, bem como de informação produzida pelos órgãos de comunicação social.
A Biblioteca foi criada em 1836, com um fundo de 7300 volumes, possuindo, um século mais tarde, 23 000 volumes, compreendendo algumas coleções importantes de documentos parlamentares portugueses.
Os serviços da Biblioteca foram reestruturados a partir de 1974 de modo a poder fazer a cobertura de todas as matérias de interesse parlamentar (Direito, Política, Economia, Ciências e Tecnologia, Vida Social, Administração Pública, Estatísticas), apresentando os seguintes núcleos documentais:
- Núcleo de Livro Antigo (1491-1800) - cerca de 5000 volumes. Esta coleção é constituída por importantes exemplares tipográficos, que provêm da antiga Biblioteca das Cortes, de um conjunto de 1581 títulos, dos quais se destaca a existência de dois incunábulos.
- Monografias - A coleção de monografias é constituída por cerca de 50 000 volumes e está organizada por ordem cronológica de data de publicação.
- Publicações periódicas - A Biblioteca possui 3300 títulos de revistas, com uma dimensão superior a 100 000 volumes.
- Legislação nacional e coleções de leis - A Biblioteca possui toda a legislação nacional desde as Ordenações Manuelinas (séc. XVI) e Ordenações Afonsinas (séc. XV) até aos nossos dias, constituindo um fundo com cerca de 3000 volumes encadernados.
- Diários da Assembleia da República e outras publicações oficiais - Esta coleção é constituída pelo Diário da Assembleia Constituinte e por todas as séries do Diário da Assembleia da República desde 1975 e por todas as publicações editadas pela Assembleia da República.
- Jornais Oficiais das Comunidades Europeias - Esta coleção contém todos os Jornais Oficiais das Comunidades Europeias, desde 1985.[6]

## Museu da Assembleia

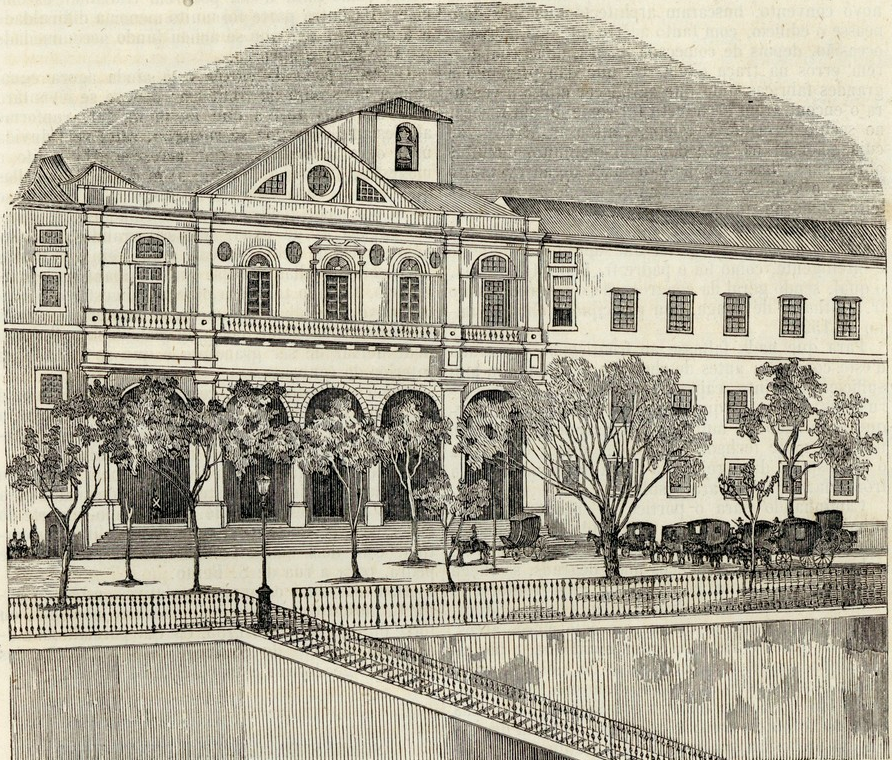
O Palácio das Cortes, em gravura de 1860.

Em virtude da sua longa história, que compreende diferentes momentos religiosos e políticos, este Monumento Nacional integra um espólio muito diversificado, composto por património móvel e fixo e fundo documental, composto por cerca de 1275 peças, divididas essencialmente pelas categorias de Arqueologia, Arte, Ciência e Técnica, e Etnologia que testemunha a utilização sagrada e laica, contudo sendo esta última a maior.
Além do núcleo de origem monástica e do fundo antigo das Câmaras dos Deputados, dos Pares do Reino e dos Senadores, o espólio integra obras adquiridas no âmbito das sucessivas iniciativas de requalificação e dignificação dos espaços, peças encomendadas para homenagear figuras parlamentares, bem como ofertas institucionais aos Presidentes e Secretários-Gerais da Assembleia, ofertas pessoais de artistas à instituição e ainda doações de espólios pertencentes a antigos membros do Parlamento.

## Livraria Parlamentar
A Livraria Parlamentar tem como objetivo facilitar um melhor conhecimento sobre a Assembleia da República e o trabalho desenvolvido por este órgão de soberania.
O catálogo das edições do Parlamento, permite identificar, as publicações disponíveis desde 1977 por áreas temáticas.

## Palacete de São Bento (Residência oficial do primeiro-ministro)

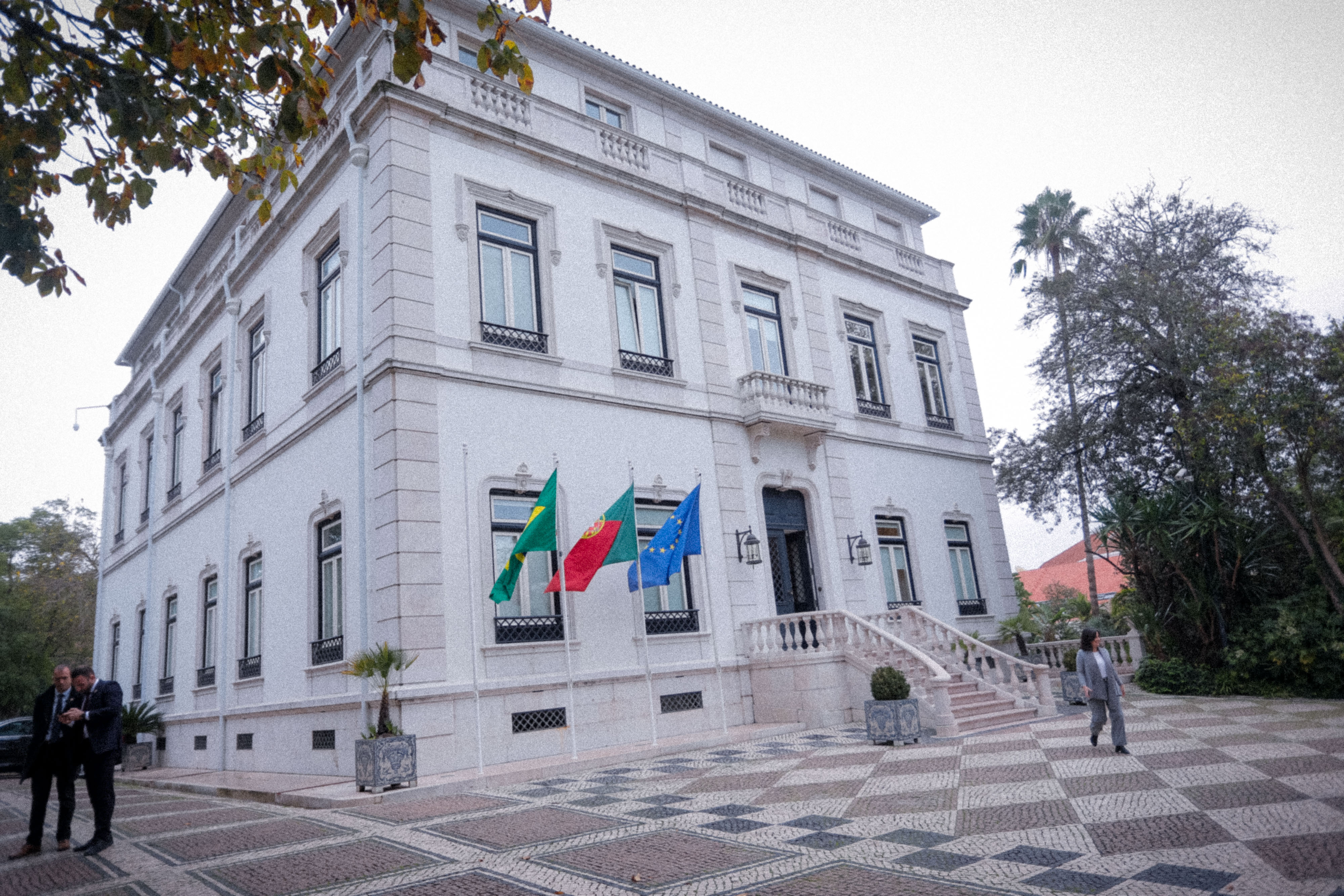
O Palacete de São Bento, nas traseiras do edifício principal, é a residência oficial do primeiro-ministro

Nas traseiras do Palácio de S. Bento situa-se o Palacete de São Bento, que constitui a residência oficial do primeiro-ministro de Portugal. Ocasionalmente, este palacete é também, mas erradamente, referido como "Palácio de S. Bento".
O palacete foi mandado construir, em 1877, por Joaquim Machado Cayres para sua residência, num terreno com cerca de 2 hectares que integrava o Convento de S. Bento desde 1598.
Em 1937, o palacete é expropriado pelo Estado para residência oficial do presidente do Conselho de Ministros, cargo então ocupado por António de Oliveira Salazar. Depois de efetuadas obras, Salazar ocupou a casa a partir de maio de 1938, mas a inauguração oficial teve lugar apenas em abril de 1939. Durante as obras, foi concretizada uma escada para uma ligação mais fácil entre o palacete e a então Assembleia Nacional. Com Marcello Caetano a tomar conta do governo, o palacete viu uma grande renovação e transformação. Pouco mais do que as fachadas foram mantidas. Estas obras incluíram ainda a edificação de um novo andar no lugar do antigo sótão. Após o 25 de abril de 1974, a moradia e o jardim sofreram algumas modificações, mas foi depois de 1986 com novas renovações que o palacete e o jardim ganharam uma maior operacionalidade e uma imagem mais moderna e adequada aos novos tempos. A garagem existente até à altura desapareceu, dando lugar a um edifício para receber os visitantes do palacete. O pavimento antigo de asfalto foi substituído por calçada portuguesa.